# Хитрик Свирид Йосипович
Свири́д Йо́сипович Хи́трик (нар. 13 листопада 1895, Летківка — пом. 1 квітня 1980) — один з провідних вчених в галузі електрометалургії сталі та феросплавів, професор Дніпропетровського металургійного інституту, завідувач кафедри електрометалургії, доктор технічних наук. Заслужений діяч науки й техніки УРСР. Автор багатьох трудів з теорії та практики випуску феросплавів.